# Bart Voskamp
Bart Voskamp (Wageningen, 6 de juny de 1968) és un ciclista neerlandès, ja retirat, que fou professional entre el 1993 i el 2005. El 1992, com a ciclista amateur, va prendre part als Jocs Olímpics d'Estiu de Barcelona. En el seu palmarès destaquen una victòria d'etapa del Tour de França de 1996, dues etapes a la Volta a Espanya, el 1994 i 1996 i tres campionats nacionals de contrarellotge individual, el 1991, 1999 i 2001.

## Palmarès
- 1991
  -  Campió dels Països Baixos de CRI
- 1994
  - Vencedor d'una etapa de la Volta a Espanya
- 1996
  - Vencedor d'una etapa del Tour de França
- 1997
  - Vencedor d'una etapa de la Volta a Espanya
- 1999
  -  Campió dels Països Baixos de CRI
- 2001
  -  Campió dels Països Baixos de CRI
  - 1r al Henk Vos Memorial
  - Vencedor de 2 etapes del Ster Elektrotoer
  - Vencedor d'una etapa del Circuit franco-belga
- 2002
  - 1r a la Volta a Bèlgica i vencedor d'una etapa
  - 1r al Ster Elektrotoer i vencedor d'una etapa
  - Vencedor d'una etapa a la Volta a Luxemburg
- 2003
  - 1r al Gran Premi Pino Cerami

### Resultats a la Volta a Espanya
- 1993. 92è de la classificació general
- 1994. 38è de la classificació general. Vencedor d'una etapa
- 1996. Abandona (6a etapa)
- 1997. 96è de la classificació general. Vencedor d'una etapa
- 1998. Abandona (10a etapa)

### Resultats al Tour de França
- 1994. Abandona (14a etapa)
- 1995. 113è de la classificació general
- 1996. 99è de la classificació general. Vencedor d'una etapa
- 1997. 98è de la classificació general
- 1998. Abandona (19a etapa)
- 2000. 115è de la classificació general

### Resultats al Giro d'Itàlia
- 1994. 99è de la classificació general
- 2000. 123è de la classificació general